# Tyria albescens
Tyria albescens là một loài bướm đêm thuộc phân họ Arctiinae, họ Erebidae.